# La Aldea de San Nicolás

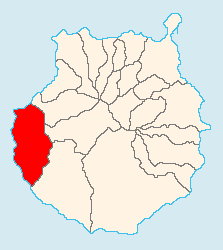
Localização de La Aldea de San Nicolás

La Aldea de San Nicolás ou San Nicolás de Tolentino é um município da Espanha na província de Las Palmas, comunidade autónoma das Canárias. Tem 123,6 km² de área e em 2021 tinha 7 516 habitantes (densidade: 60,8 hab./km²).

## Demografia
| Variação demográfica do município entre 1991 e 2004 | Variação demográfica do município entre 1991 e 2004 | Variação demográfica do município entre 1991 e 2004 | Variação demográfica do município entre 1991 e 2004 |
| --------------------------------------------------- | --------------------------------------------------- | --------------------------------------------------- | --------------------------------------------------- |
| 1991                                                | 1996                                                | 2001                                                | 2004                                                |
| 7751                                                | 8082                                                | 7668                                                | 7988                                                |

|                         | Norte: Oceano Atlântico e Artenara | Nordeste: Artenara |
| Oeste: Oceano Atlântico | San Nicolás de Tolentino           | Leste: Tejeda      |
|                         | Sul: Oceano Atlântico e Mogán      | Sudeste: Mogán     |